# Ludwig Hussak
Ludwig Hussak (ur. 31 lipca 1883, zm. 9 kwietnia 1969) – austriacki lekkoatleta i piłkarz występujący na pozycji napastnika, reprezentant kraju, olimpijczyk z Londynu 1908 i Sztokholmu 1912.
W latach 1901–1911 był zawodnikiem zespołu Vienna Cricket and Football-Club.
Karierę sportową rozpoczął w 1901 roku w zespole Vienna Cricket and Football Club. Barwy klubu reprezentował przez 10 lat. W 1905 roku został po raz pierwszy powołany do reprezentacji Austrii w piłce nożnej. Wystąpił w 14 spotkaniach zdobywając 5 bramek.  W 1908 roku wystąpił na igrzyskach olimpijskich w Londynie. Wystartował w biegu na 200 m jednak został zdyskwalifikowany.